# Царани
Цара́ни (рум. ţărani — церань; ţara — земля) — особисто вільні, але феодально-залежні селяни в Молдавському князівстві. Жили на землях феодалів, яким віддавали частину продуктів і виконували фіксовану панщину. Юридично вважалися вільними, могли піти від феодала, але були прикріплені до рідних сіл, де платили податки. Після постанови молдавського господаря Костянтина Маврокордата, виданого в 1740 році, царани одержали свою назву замість колишньої назви вечіни